# Beutha
Beutha ist ein Ortsteil der Großen Kreisstadt Stollberg/Erzgeb. im sächsischen Erzgebirgskreis.

## Geografie Lage

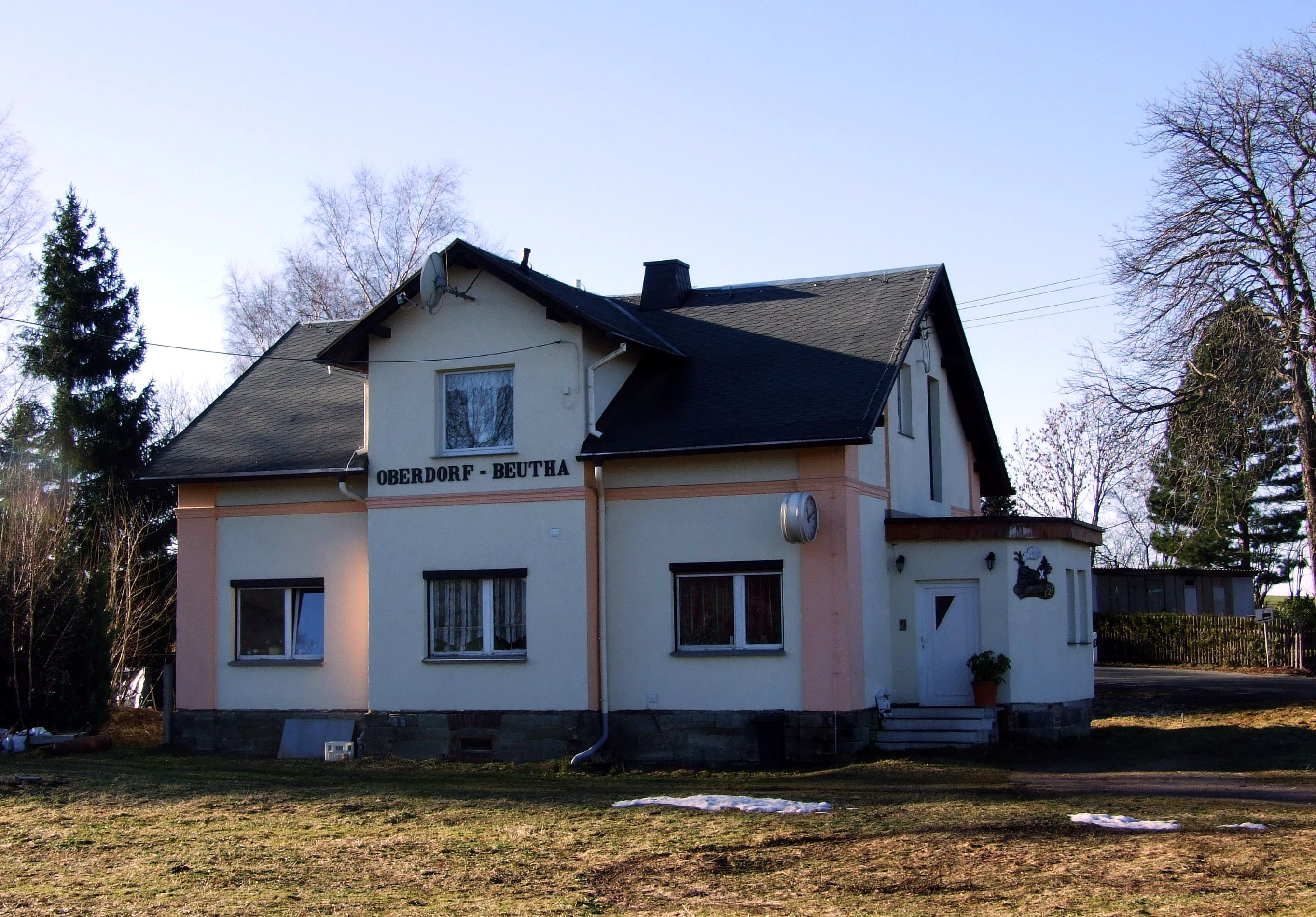
Ehemaliger Bahnhof Oberdorf-Beutha

### Lage
Beutha erstreckt sich von Südost nach Nordwest in einer Höhe von 466 bis 564 m ü. NN am Oberlauf des Flusses Würschnitz, der hier den Namen Beuthenbach trägt. Über die nahe gelegene B 169 erreicht man die Anschlussstelle Hartenstein der Bundesautobahn 72. Beutha wird im Westen von der Staatsstraße 255 und im Osten von der Bundesstraße 169 passiert, mit denen es durch Kreis- und Gemeindestraßen verbunden ist. Bis in die 1960er Jahre besaß der Ort mit dem Nachbarort Oberdorf einen gemeinsamen Bahnhof an der Bahnstrecke Zwönitz–Chemnitz Süd, die Stollberg/Erzgeb. mit Zwönitz verband.

### Nachbarorte
| Thierfeld | Neuwürschnitz                               | Oberdorf |
|           | Kompassrose, die auf Nachbargemeinden zeigt |          |
| Raum      | Grüna                                       | Affalter |

## Geschichte

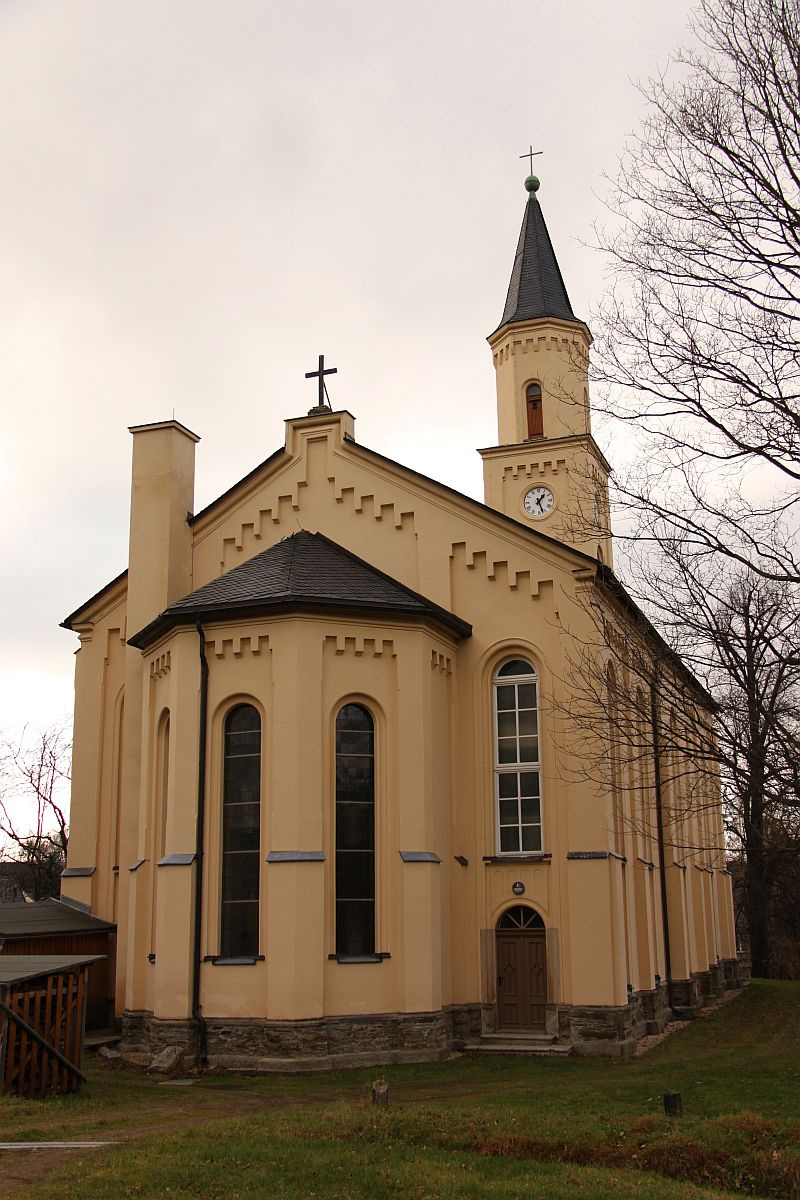
Pfarrkirche in Beutha

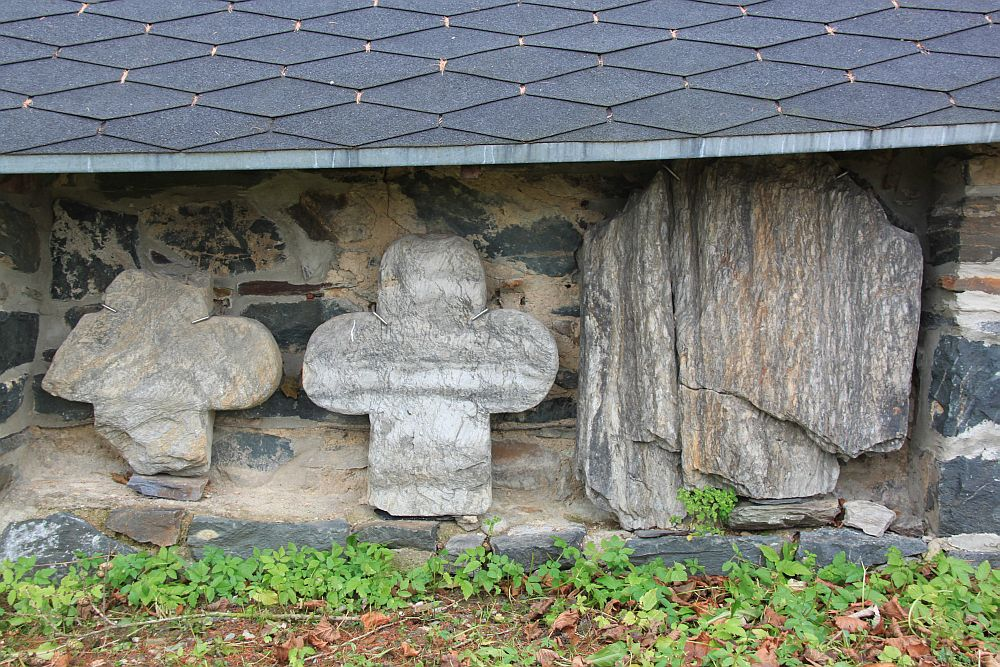
Die Nikol-List-Steine in der Friedhofsmauer von Beutha

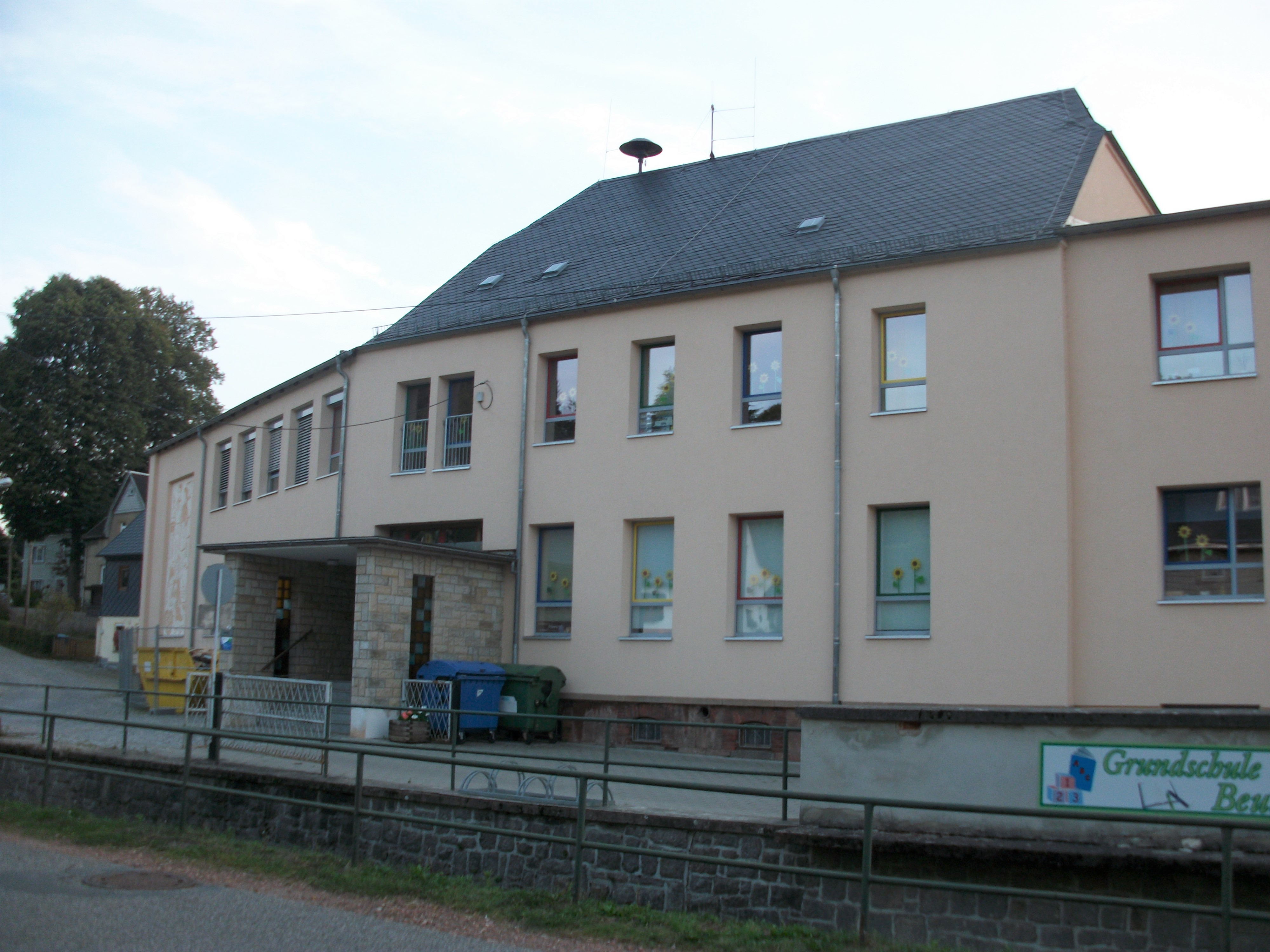
Grundschule Beutha

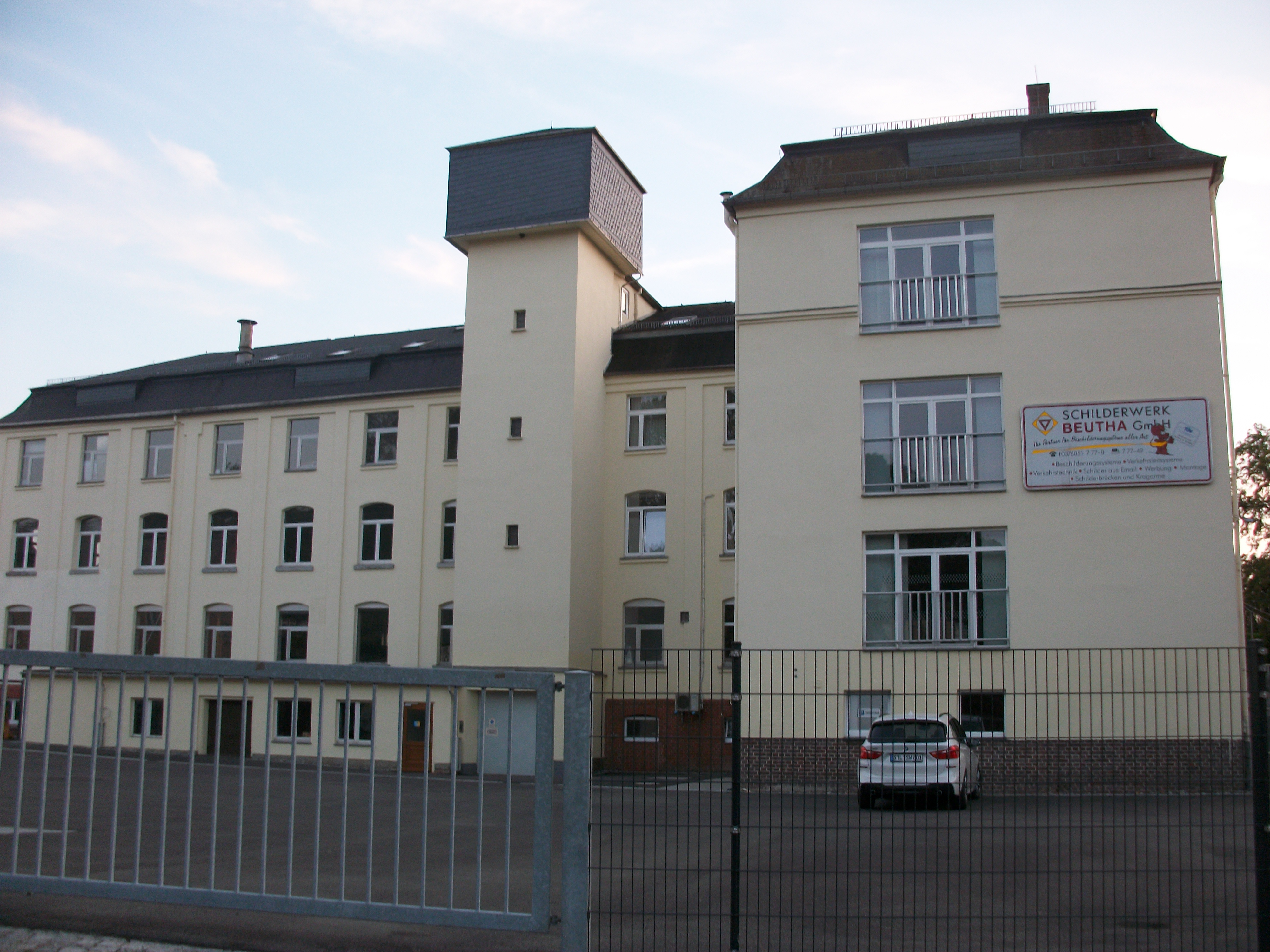
Schilderwerk Beutha, Werk Beutha

Beutha wurde als doppelreihiges Waldhufendorf mit umfangreicher Waldhufenflur angelegt und als Wudin 1344 erstmals urkundlich erwähnt. Die Besiedlung durch vermutlich die Mainfranken geht jedoch schon auf das letzte Drittel des 12. Jahrhunderts zurück. Dass der Ortsname auf die Bezeichnung „Beute“ in Zusammenhang mit der Bienenhaltung zurückzuführen ist, ist nicht bewiesen. Das Dorf gehörte früher zur Grafschaft Hartenstein, an deren Besitzer der Meinheringer und ab 1406 der Schönburger die Beuthaer bis in das 19. Jahrhundert Frondienste und Abgaben leisten mussten. Einige Dorfbewohner waren am Großen Deutschen Bauernkrieg 1525 beteiligt und verweigerten auch später mehrfach ihre Frondienste.
Seit jeher war das auf 26 Stammgüter gegründete Dorf fast ausschließlich durch die Landwirtschaft und später deren verschiedene begleitende Handwerke wie Schmieden gekennzeichnet. Es kamen Kleinbauern sowie Häusler hinzu und nebenbei wurden Weberei und Strumpfwirkerei betrieben. Anfang des 20. Jahrhunderts erfuhr das Dorf mit dem Einzug der industriellen Produktion einen wirtschaftlichen Aufschwung. Man errichtete 1903 eine kleine Schulmöbelfabrik und 1906 zwei größere Strumpffabriken. Zunehmend gesellten sich das Bauhandwerk, eine Seilerei, holzverarbeitendes, metallverarbeitendes, Sattler- und Elektrohandwerk hinzu. 1907 wurde eine Weidegenossenschaft mit ausgedehnten Viehweiden gegründet. Zeitweise waren in Beutha drei Mühlen in Betrieb. Auf einem Meilenblatt von 1790 ist auch eine Windmühle ersichtlich.
Der Räuberhauptmann Nikol List wohnte zwischen 1680 und 1696 in Beutha, diente von 1681 bis 1687 bei den kursächsischen Kürassieren und betrieb 1691/92 zur Tarnung als Pächter den Gasthof „Grüne Tanne“ im Nachbarort Raum. Sonst hatte er sich als unbescholtener und belesener Pferdehändler herauszustellen versucht. 1696 kam seine Mittäterschaft mit einem Raub in Kleinrückerswalde ans Licht. Bei einem Verhaftungsversuch in der Johannisnacht 1696 erschoss er in Beutha zwei Landschöffen. Noch im gleichen Jahr wurde sein ehemaliges Wohnhaus in Beutha geschleift. Nach der Hinrichtung Lists 1699 in Celle wurde 1700 an der heutigen Hauptstraße Nr. 53 eine Schandsäule errichtet. Die drei Steine wurden nach verschiedenen Standorten schließlich an die Innenseite der Friedhofsmauer versetzt.
1827 führte ein Schuss auf eine Taube zum größten Brand des Ortes, dem das Pfarr- und Schulgebäude sowie weitere sieben Anwesen zum Opfer fielen. Die Ersatzbauten sind noch heute an ihren Krüppelwalmdächern erkennbar.
Beutha gehörte bis 1885 zum Amt Hartenstein innerhalb der Schönburgischen Herrschaften und kam dann zur Amtshauptmannschaft Zwickau. 1936 wurde der Ort durch territoriale Neugründung der Amtshauptmannschaft Stollberg zugeschlagen. Als Teil der 1939 in Landkreis Stollberg umbenannten Amtshauptmannschaft Stollberg gehörte Beutha ab dem 8. Mai 1945 für 42 Tage zum Unbesetzten Gebiet im Westerzgebirge. Nach Auflösung des Kreises Stollberg im Jahre 1950 gehörte Beutha bis zur Neugründung des Kreises Stollberg im Jahre 1952 zum Kreis Aue. Dieser neue Kreis Stollberg lag im Bezirk Chemnitz (1953 in Bezirk Karl-Marx-Stadt umbenannt).
1952 entstand aus einer der ehemaligen Strumpffabriken der VEB Schilderwerk Beutha, aus der anderen 1957 ein Zweigbetrieb des VEB Lößnitzer Bekleidungswerke. Die einzelbäuerlichen Landwirtschaftsbetriebe wurden 1960 zu einer Landwirtschaftlichen Produktionsgenossenschaft (LPG) zusammengeschlossen. Die LPG „Neuer Weg“ betrieb neben dem Feldbau eine intensive Rinderhaltung und wurde als vorbildliche Genossenschaft vom Typ I mehrfach ausgezeichnet.
Am 1. Januar 1974 wurde der Ort Raum eingemeindet. Die Gemeinde Beutha gehörte ab 1990 zum Landkreis Stollberg, der 2008 im Erzgebirgskreis aufging.
Nach der Wende in Deutschland blieb das Schilderwerk Beutha, nunmehr seit 1990 die Schilderwerk Beutha GmbH, der bedeutendste Arbeitgeber im Ort. Es entstanden parallel zur aus der LPG hervorgegangenen Landwirtschaftlichen Genossenschaft mehrere einzelbäuerliche Vollerwerbsbetriebe. Die meisten Handwerksbetriebe wurden weitergeführt. Die Polytechnische Oberschule „Robert Siewert“ wurde als Grundschule erhalten. Es bestehen in Beutha ein Sport- und Feuerwehrverein mit einem aktiven Vereinsleben sowie eine Gartenanlage.
Die evangelisch-lutherische Pfarrkirche der Kirchgemeinde Beutha mit Raum wurde 1864 bis 1866 gebaut. Eine kleinere Kirche existierte bereits seit dem 14. Jahrhundert als Vorgängerbau auf dem Friedhof. Deren Baustil war eine Art Rundbogenstil in Form eines länglichen Viereckes mit einem auf der Mitte der Kirche ruhenden später aufgebauten hölzernen Dachreiterturm. Die älteste Glocke von 1514 war dem Frankenheiligen Martin gewidmet. Es ist also möglich, dass die erste Beuthaer Kirche zu vorreformatorischer Zeit diesen Namen getragen haben könnte.
Am 1. Januar 1999 wurde die Gemeinde Beutha mit ihrem am 1. Januar 1974 eingegliederten Ortsteil Raum in die Kreisstadt Stollberg eingemeindet.
Seit 2021 existiert ein gut ausgeschilderter Themenwanderweg für Beutha und Raum, wobei 27 Lehrtafeln die historischen Stätten erläutern.

## Entwicklung der Einwohnerzahl
| Jahr | Einwohnerzahl                     |
| ---- | --------------------------------- |
| 1546 | 26 besessene Mann, 8 Hausgenossen |
| 1750 | 26 besessene Mann, 17 Häusler     |
| 1834 | 507                               |
| 1871 | 695                               |

| Jahr | Einwohnerzahl |
| ---- | ------------- |
| 1890 | 631           |
| 1910 | 648           |
| 1925 | 764           |
| 1939 | 812           |

| Jahr | Einwohnerzahl |
| ---- | ------------- |
| 1946 | 903           |
| 1950 | 975           |
| 1964 | 835           |
| 1990 | 941           |